# Grazie a Dio è venerdì
Grazie a Dio è venerdì (Thank God It's Friday) è un film del 1978 diretto da Robert Klane e prodotto dalla Motown Productions e dalla Casablanca Filmworks per la Columbia Pictures (la cui "Torch Lady", in un logo iniziale appositamente reinventato in animazione, accenna un passo di disco music). La pellicola mostra una delle prime performance di Jeff Goldblum e la prima apparizione di una certa rilevanza di Debra Winger.

## Trama
Siamo nel 1978. Come ogni venerdì sera, alla megadiscoteca «The Zoo», ne La Cienega Boulevard di Hollywood, s'intrecciano piccole e grandi storie, speranze, illusioni e ricerca di svago, d'incontri. Ecco i principali momenti: 
- I coniugi Sue e Dave, tanto per iniettare nuova linfa nel loro stanco rapporto borghese (soprattutto per colpa del noiosissimo Dave) nel giorno del loro anniversario di matrimonio, decidono (in realtà è più Sue che l'ha deciso) di andare almeno per una volta, in discoteca, luogo che Dave detesta. Il fascinoso proprietario del locale, Tony Di Marco, tenterà invano di sedurre Sue, mentre Dave s'accompagnerà alla pazzarella Jackie. L'esperienza servirà a entrambi i coniugi.
- Si svolgerà una gara di ballo, verso mezzanotte, con trasmissione in diretta dalla stazione radiofonica K.C.D.O. Attirate dalla gara, accorrono Jeannie e Frannie, che già hanno dei problemi per entrare nel locale, per via della loro giovane età, ma poi ci riusciranno, dalla finestra del bagno, aiutate dal simpatico "malato per la danza" Marv Gomez. Frannie è giovanissima, ma abile nel ballo ed infatti vincerà l'ambito premio insieme a Gomez.
- In cerca d'avventure sono le impiegate Maddy e Jennifer. Quest'ultima è molto carina, ma si trova in un ambiente non suo e così sembra essere un'imbranata. Anche due ragazzi, Ken e Carl (quest'ultimo interpretato dallo stesso musicista Paul Jabara, coautore delle musiche del film), sperano di incontrare le loro anime gemelle. Dopo le prevedibili vicissitudini, Jennifer e Ken scopriranno d'avere molto in comune.
- Lo spazzino comunale Gus, invece, ha un appuntamento organizzato tramite computer con Shirley, una zitella troppo alta per lui, piccolo e grassottello, ma che finirà per conquistarlo assestandogli un paio di pugni.
- Proprio quel giorno esordisce come nuovo disc jockey Bobby Speed. E sono attesissimi i componenti del complesso «The Commodores», ma sfortunatamente essi hanno affidato il furgone con i loro strumenti a Floyd, noto per il suo scarsissimo senso di orientamento quando guida!
- Intanto la sconosciuta cantante Nicole Sims cerca di ottenere un'audizione e, quando ci riesce con un trucco (cantando la mitica «Last Dance»), Bobby si rende conto che ha una bellissima voce e gran ritmo. E arrivati gli strumenti, si esibiranno anche i Commodores.

## Ambientazione
Il film è ambientato in una vera discoteca dell'epoca, l'"Osko", situata al 333 South di La Cienega Boulevard, a sud della 3rd Street, a Los Angeles (oltretutto il vero proprietario del locale, Osko Karaghassian, appare nel film in una breve comparsata). La discoteca aveva 4 piste da ballo e «The Cave», una caverna di ghiaccio, come del resto si vede nel film. Questa stessa caverna si può vedere anche in un'altra pellicola, l'horror Jennifer (1978) di Brice Mack. L'"Osko" oggi non esiste più, essendo stato completamente demolito agli albori degli anni novanta per far posto ai magazzini d'abbigliamento Loehmann's.

## Colonna sonora
1. Thank God It's Friday – 4:13 (Alec R. Costandinos) – Love & Kisses
2. After Dark – 7:50 (Pattie Brooks) – Pattie Brooks
3. With Your Love – 3:58 (Giorgio Moroder, Pete Bellotte, Donna Summer) – Donna Summer
4. Last Dance – 8:08 (Paul Jabara) – Donna Summer
5. Disco Queen – 3:45 (Paul Jabara) – Paul Jabara
6. Find My Way – 4:56 (Johnny Melfi) – Cameo
7. Too Hot Ta Trot – 3:24 (Lionel Richie, Milan Williams, R. LaPread, Thomas McClary, W. Orange, William King) – The Commodores
8. Leatherman's Theme – 3:22 (Arthur G. Wright) – Wright Bros. Flying Machine
9. I Wanna Dance – 5:58 (Pete Bellotte, Thor Baldursson) – Marathon
10. Take It to the Zoo – 7:56 (Bruce Sudano, Donna Summer, Joe Esposito) – Sunshine
11. Sevilla Nights – 6:05 (Jean-Manuel de Scarano, Nicolas Skorsky, Jean-Claude Petit) – Santa Esmeralda
12. You're the Most Precious Thing in My Life – 8:02 (Alec R. Costandinos) – Love & Kisses
13. Do You Want the Real Thing – 4:40 (D.C. LaRue, Bob Esty) – D.C. LaRue
14. Trapped in a Stairway – 3:22 (Bob Esty, Paul Jabara) – Paul Jabara
15. Floyd's Theme – 2:57 (Dick St. Nicklaus) – Natural Juices
16. Lovin', Livin' and Givin' – 3:17 (Kenneth Stover, Pam Davis) – Diana Ross
17. Love Masterpiece – 4:01 (Art Posey, Josef Powell) – Thelma Houston
18. Last Dance (Reprise) – 3:17 (Paul Jabara) – Donna Summer
19. Je t'aime... moi non plus – 15:45 (Serge Gainsbourg) – Donna Summer

## Edizione italiana
Grazie a Dio è venerdì fu distribuito in Italia dalla Columbia il 5 ottobre 1978. Il doppiaggio era affidato alla C.D.

## Critica
A differenza de La febbre del sabato sera, al quale, solo parzialmente, s'ispirava, e che era in realtà un dramma - imperniato sul riscatto sociale del solito giovane italo-americano, un po' come in Rocky, ma dove Stallone emergeva tirando pugni, Travolta lo faceva ballando - questa pellicola di Klane era invece una spensierata commedia, oltretutto focalizzata più sul versante "black" della disco-music (non a caso la produzione è della Motown). Il commento del Centro Cattolico Cinematografico fu, insolitamente, abbastanza positivo: «Il film, anche se chiaramente ispirato al successo de La febbre del sabato sera [...], ha una sua fisionomia originale nella vasta coralità e un suo contenuto nell'affettuosa osservazione della "commedia umana" che si recita freneticamente nello scenario di una gigantesca discoteca [...]. Il lavoro, sorta di macroscopica rèclame dei successi delle case discografiche produttrici (Motown e Casablanca) e insieme passerella per i big delle stesse case (Donna Summer e The Commodores), ha trovato nell'esordiente regista Robert Klane un tecnico che ha saputo tenere insieme vicende e figure diversissime, senza mai perderle di vista e delineandone criticamente gli spessori umani, e un osservatore tanto arguto quanto profondo».

## Riconoscimenti
- 1979 - Premio Oscar
  - Miglior canzone (Last Dance) a  Paul Jabara
- 1979 - Golden Globe
  - Miglior canzone (Last Dance) a Paul Jabara
- 1979 - Grammy Awards
  - Miglior interpretazione vocale R&B femminile (Last Dance) - Donna Summer
  - Miglior canzone R&B (Last Dance), scritta da Paul Jabara, eseguita da Donna Summer